# Ali und die Dönerboys
Ali und die Dönerboys war ein deutsches Musikprojekt um den Radiomoderator Frank Bremser.

## Hintergrund
Für seine Comedyreihe Kaufhaus Patzig im Programm des privaten Radiosenders R. SH schrieb er gemeinsam mit Jens Lehrich den Titel Döner oder was?!, der im Dezember 1999 die deutschen Singlecharts erreichte.

## Diskografie
Singles
- 1999: Döner oder was?!